# Cardiophorus scheuerni
Cardiophorus scheuerni là một loài bọ cánh cứng trong họ Elateridae. Loài này được Chassain miêu tả khoa học năm 1979.